# Каллум Стайлз
Каллум Стайлз (англ. Callum Styles, нар. 28 березня 2000, Бері) — англійський і угорський футболіст, півзахисник «Барнслі» і національної збірної Угорщини.

## Клубна кар'єра
Народився 28 березня 2000 року в англійському Бері. Вихованець футбольної школи клубу «Бернлі».
У дорослому футболі дебютував 2016 року виступами на рівні Першої футбольної ліги за «Бері», в якому провів три з половиною сезони, взявши участь у 41 матчі чемпіонату. 
На початку 2019 року перебрався до «Барнслі». Основним гравцем нової команди став лише від початку сезону 2020–21.
Сезон 2022–2023 відіграв у Чемпіоншипі за «Міллволл», а протягом першої половини 2024 року грав на тому ж рівні за «Сандерленд», де провів 12 матчів.

## Виступи за збірну
Народжений в Англії гравець на рівні збірних також мав можливість захищати кольори України та Угорщини, звідки походили його дідусь та бабуся.
Навесні 2022 року прийняв виклик від тренерського штабу національної збірної Угорщини і дебютував у її складі. У травні 2024 року був включений до її заявки для участі у тогорічному чемпіонаті Європи.

## Статистика виступів

### Статистика клубних виступів
Станом на 14 березня 2021
| Сезон             | Команда           | Чемпіонат         | Чемпіонат | Чемпіонат | Національний кубок | Національний кубок | Національний кубок | Континентальні кубки | Континентальні кубки | Континентальні кубки | Інші змагання | Інші змагання | Інші змагання | Усього | Усього | Усього |
| Сезон             | Команда           | Ліга              | Ігор      | Голів     | Ліга               | Ігор               | Голів              | Ліга                 | Ігор                 | Голів                | Ліга          | Ігор          | Голів         | Ігор   | Голів  |        |
| ----------------- | ----------------- | ----------------- | --------- | --------- | ------------------ | ------------------ | ------------------ | -------------------- | -------------------- | -------------------- | ------------- | ------------- | ------------- | ------ | ------ | ------ |
| 2015–16           | «Бері»            | ФЛ1               | 1         | 0         | КА+КЛ              | 0                  | 0                  |                      | -                    | -                    | ТФЛ           | 0             | 0             | 1      | 0      |        |
| 2016–17           | «Бері»            | ФЛ1               | 13        | 0         | КА+КЛ              | 0                  | 0                  |                      | -                    | -                    | ТФЛ           | 0             | 0             | 13     | 0      |        |
| 2017–18           | «Бері»            | ФЛ1               | 11        | 0         | КА+КЛ              | 0                  | 0                  |                      | -                    | -                    | ТФЛ           | 1             | 0             | 12     | 0      |        |
| 2018-січ. 2019    | «Бері»            | ФЛ2               | 16        | 0         | КА+КЛ              | 1+1                | 0                  |                      | -                    | -                    | ТФЛ           | 3             | 0             | 21     | 0      |        |
| січ.-черв. 2019   | «Барнслі»         | ФЛ1               | 7         | 0         | КА+КЛ              | 0                  | 0                  |                      | -                    | -                    | ТФЛ           | 0             | 0             | 7      | 0      |        |
| 2019–20           | «Барнслі»         | ЧФЛ               | 17        | 1         | КА+КЛ              | 0+1                | 0                  |                      | -                    | -                    |               | -             | -             | 18     | 1      |        |
| 2020–21           | «Барнслі»         | ЧФЛ               | 33        | 4         | КА+КЛ              | 3+3                | 1+0                |                      | -                    | -                    |               | -             | -             | 39     | 5      |        |
| Усього за кар'єру | Усього за кар'єру | Усього за кар'єру | 98        | 5         |                    | 9                  | 1                  |                      | -                    | -                    |               | 4             | 0             | 111    | 6      |        |